# Barnabas
Barnabas ist ein männlicher Vorname.

## Herkunft und Bedeutung des Namens
Der Name Barnabas setzt sich aus zwei Elementen zusammen. Während die Bedeutung des ersten Elementes bar בר „Sohn“ als sicher gilt, werden für die Bedeutung des Elementes nabas verschiedene Herleitungen diskutiert:
- Nabas als Vatername des Josef, genannt Barnabas, somit handelte es sich bei Bar-Nabas um ein Patronym: „Sohn des Nabas“
- Nabas als Verweis auf den Ortsnamen Nob, der von Josephus „Naba“ genannt wird: „Sohn des [Ortes] Nob“. Dies harmoniert mit dem Bericht über Barnabas’ Verkauf von Grundbesitz (Apg 4,37 LUT).

Die Erklärung in Apg 4,36  als „Sohn des Trostes“ gilt als Volksetymologie.
Als unwahrscheinlich gelten folgende Herleitungen:
- Ableitung vom hebräischen נָבִיא nabi „Prophet“ (Bar-Nebi‘ah) ist sprachlich nicht naheliegend
- Ableitung von der Gottheit Nebo. Zwar sind in der Antike zahlreiche ähnliche Namensformen überliefert, die sich auf den babylonischen Gott Nabu beziehen, doch die Vergabe eines paganen theophoren aramäischen Beinamens für einen Juden in Jerusalem ist unwahrscheinlich.

## Namenstag
Namenstag für Barnabas ist der 11. Juni, nach dem hl. Barnabas, der zum erweiterten Kreis der Jünger Jesu gezählt wird. Der 11. Juni ist Gedenktag für Barnabas in der katholischen, evangelischen, anglikanischen und der orthodoxen Kirche. Ein früher Brief trägt seinen Namen, wurde aber nicht in den Kanon aufgenommen. Der Barnabasbrief will frühchristliche Lehren über Jesus Christus und sein Leiden als mit dem Alten Testament übereinstimmend aufweisen.

## Bekannte Namensträger
- Hl. Barnabas, Apostel
- Barnabas Bögle (* 1957), Abt des Benediktinerklosters Ettal
- Bruder Barnabas, Ordensname des Münchener Braumeisters Valentin Stephan Still (1750–1795)
- Barnabás von Géczy (1897–1971), ungarischer Geiger und Orchesterleiter
- Ronald Barnabas Schill (* 1958), deutscher Politiker
- Barnabás Szőllős (* 1998), ungarisch-israelischer Skirennläufer
- Barnabas Wood (1819–1875), US-amerikanischer Zahnarzt und Erfinder

### Sonstiges
- Barnabas, US-amerikanische christliche Hard-Rock-Band
- Barnabiten-Orden
- Mariahilfer Kirche, auch Barnabitenkirche genannt
- In Franz Kafkas Roman Das Schloss spielt der Bote Barnabas eine zentrale Rolle.

## Varianten
- Barnabé (französisch)
- Barnabei
- Barnabò
- Barnaby (englisch)
- Bernabé (spanisch)
- Bernabei
- Bernabéu
- Bernabò
- Varnava (serbisch, kyrillisch geschrieben Варнава)